# 密歇根大街 (芝加哥)
密歇根大街（英語：Michigan Avenue）是美国芝加哥的一条南北向干道，跨越芝加哥河並途經芝加哥水塔、芝加哥藝術博物館（Art Institute of Chicago）、千禧年公园（Millennium Park）等地標，北邊止於約翰漢考克中心（John Hancock Center），是该市著名的商业街。而芝加哥河北岸一段因其繁華景象拥有「华丽一英里」的美名。

## 历史
密歇根大街最早形成的部分是现在接近格兰特公园（Grant Park）的一段。它因密歇根湖而得名。1871年以前，密歇根湖紧邻密歇根大街的东侧。当时这条街北到芝加哥河，南到市界。起初密歇根大街基本上是住宅区。在1860年代，昂贵的大住宅主宰着密歇根大街。1871年芝加哥大火以后，密歇根大街上从议会街到芝加哥河的所有建筑全被烧毁。大火之后密歇根大街立即得到重建，仍然保持了住宅区的特色，但是已经不再直接鄰近密歇根湖。

## 北密歇根大街与华丽一英里

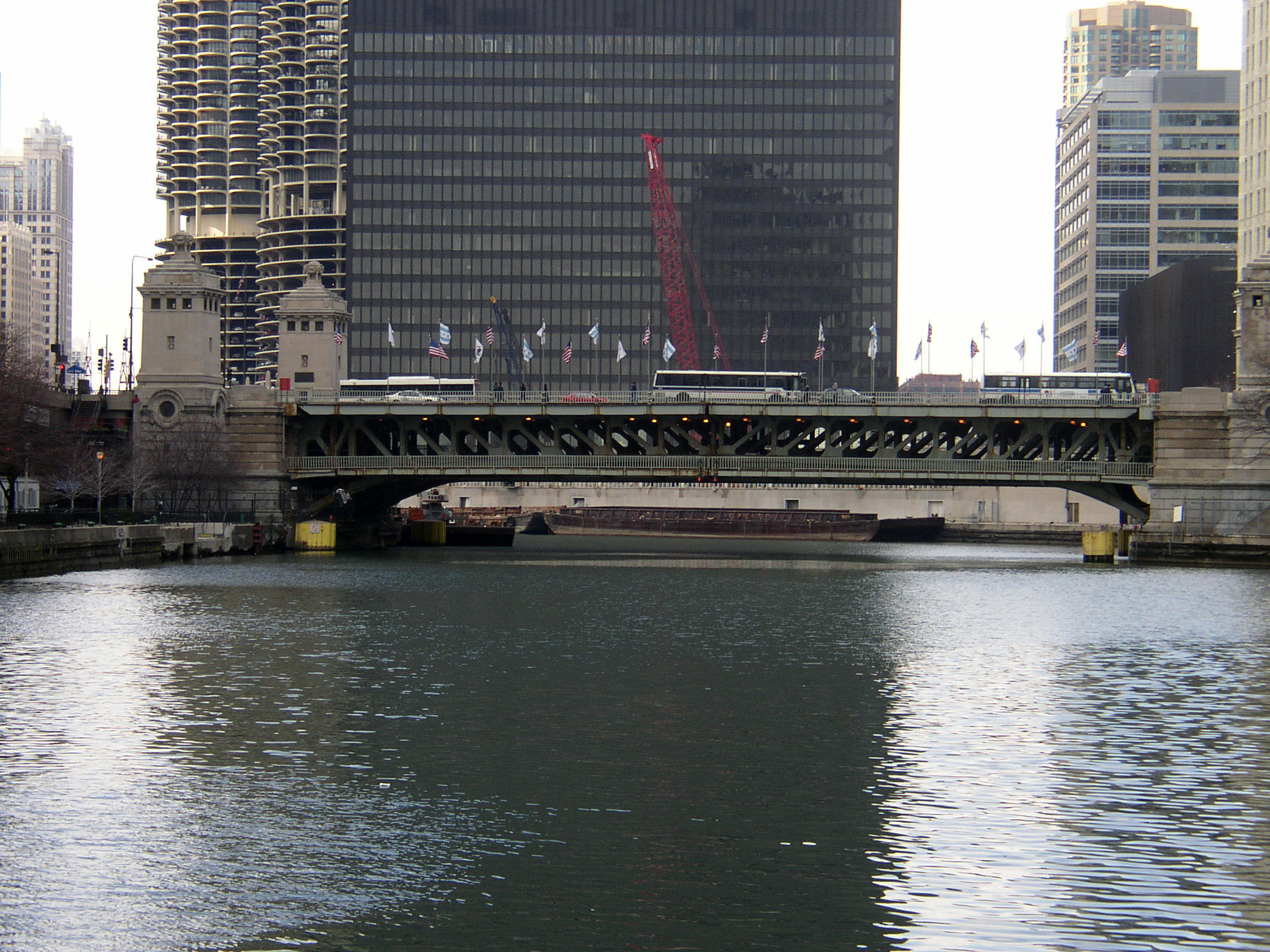
芝加哥河上的密歇根大街桥

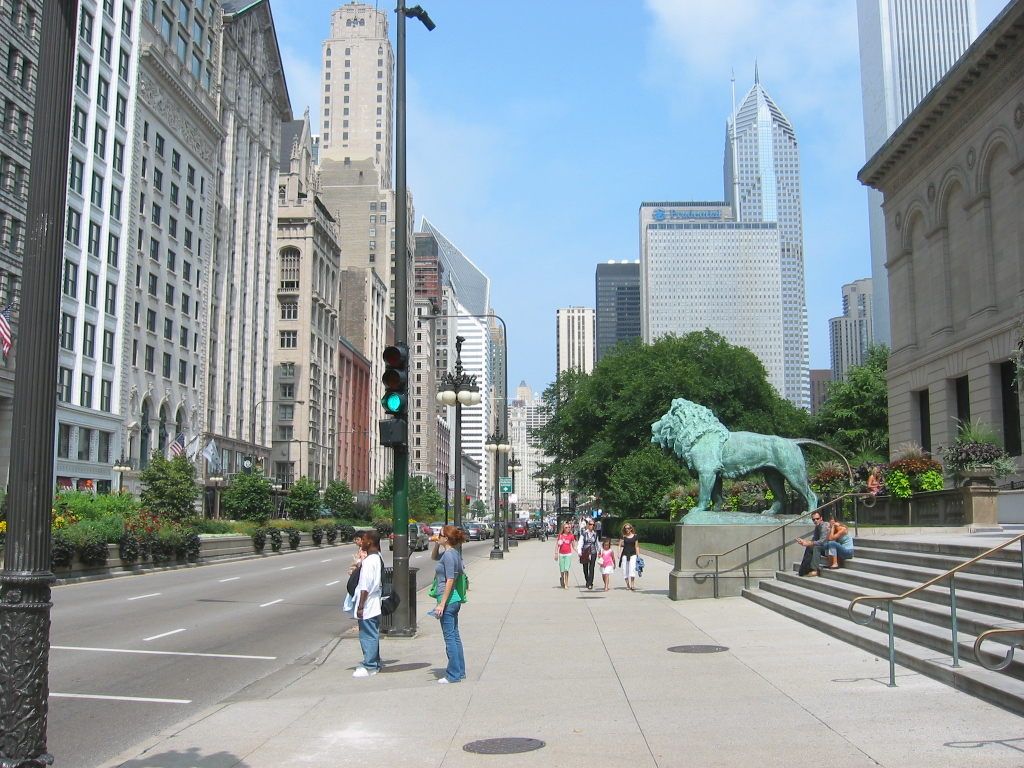
攝於2007年，芝加哥河南岸的密歇根大街。圖右為芝加哥藝術博物館

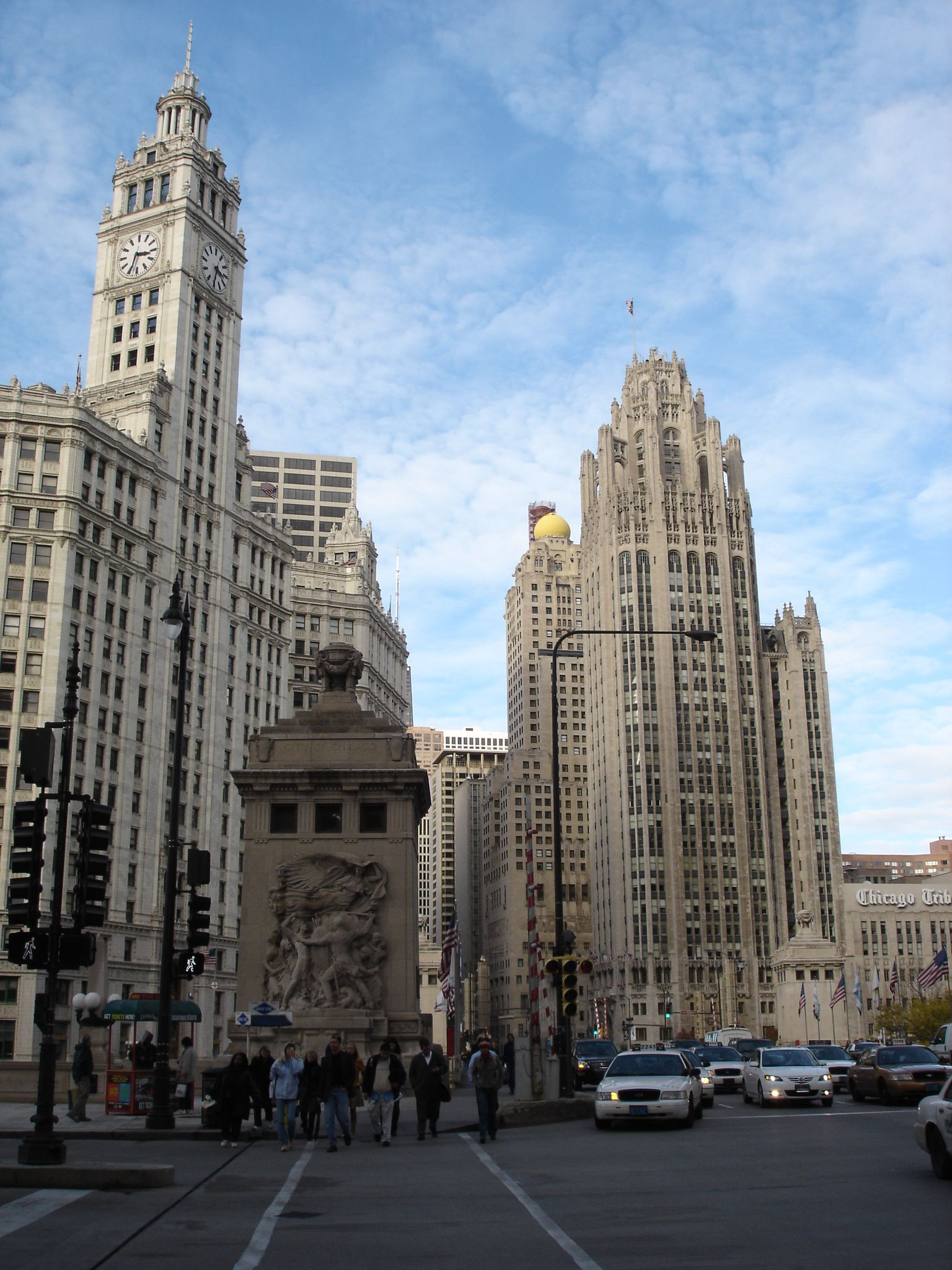
密歇根大街桥，华丽一英里的起点

密歇根大街起初没有桥，终止于芝加哥河。现在密歇根大街在芝加哥河以北的部分原名松树街，最初附近散布松树。1909年丹尼尔·伯纳姆在芝加哥规划中提议连接密歇根大街和松树街，到1917年，开始修建桥梁。当桥梁建成时，松树街改名为密歇根大街。北面终止于湖滨大道（Lake Shore Drive）近約翰漢考克中心。
今天密歇根大街在芝加哥河以北的部分称为“华丽一英里”，拥有高档百货公司、餐馆、写字楼和旅馆。